# Asmara Moerni
Asmara Moerni ([asˈmara mʊrˈni]; EYD: Asmara Murni; lett. "Vero amore") è un film del 1941 in bianco e nero diretto da Rd Ariffien.
Realizzato nelle Indie orientali olandesi, venne prodotto da Ang Hock Liem per la sua Union Films e interpretato da Adnan Kapau Gani, Djoewariah e S. Joesoef. La storia, scritta da Saeroen su soggetto ideato con il regista, è incentrata sulla vicenda di un medico che si innamora della sua domestica, la quale è reduce da una storia d'amore fallita con un compaesano.
La pellicola venne pubblicizzata sottolineando il grado di istruzione degli attori protagonisti, per andare incontro al gusto dell'ascendente intellighenzia indonesiana e, nonostante le recensioni contrastanti, ottenne un notevole successo dal punto di vista commerciale. Come tutte le altre produzioni della Union Films, è considerata perduta.

## Trama
Il dottor Pardi decide di far ritorno nella natia Giava per aprire una clinica, dopo quattro anni di permanenza a Singkawang (nel Borneo); prima però passa a visitare la sua famiglia nel villaggio di Cigading, portando dei souvenir. All'arrivo si sbalordisce nello scoprire che la domestica Tati, sua compagna di giochi d'infanzia, è divenuta nel frattempo una donna molto bella e comincia ad adularla in maniera vistosa.
La madre gli consiglia di trovarsi una moglie ora che è nel fiore degli anni e lo fa incontrare con alcune facoltose pretendenti: Pardi le rifiuta tutte, affermando di avere già in mente la sposa ideale. Egli si è infatti innamorato di Tati ed è consapevole che i suoi genitori non avrebbero mai approvato un matrimonio con un membro di una classe sociale inferiore; non perde tuttavia occasione per coprirla di attenzioni e di averla quanto più possibile al suo fianco, ignorando di suscitare nel fidanzato di lei, Amir, il sospetto e la gelosia.
Il medico rivela i suoi piani di lasciare Cigading per la capitale, Batavia (l'odierna Giacarta), dove è sicuro di poter coronare il suo sogno lavorativo. Appreso ciò, Tati lo imita, sistemandosi a casa della zia in città e guadagnandosi da vivere facendo la lavandaia; anche Amir la segue, venendo ospitato da un uomo del luogo e deciso a imparare a guidare un bicitaxi. Insieme iniziano una nuova vita e fanno di tutto per risparmiare in vista del futuro matrimonio. Pardi anticipa la partenza da Cigading per Batavia: la ragione ufficiale rimane quella di aprire la clinica, ma in realtà è mosso dalla volontà di incontrare al più presto Tati.
Pochi giorni prima del matrimonio, mentre Amir si diletta a suonare il flauto, viene avvicinato da una cantante, conosciuta col nome d'arte di Miss Omi, che lo invita a unirsi alla sua banda musicale per un tour in tutta la colonia. Egli non si lascia convincere, nonostante i tentativi di Omi, e riesce ad allontanarla. Immediatamente però un signore gli si avvicina e chiede se può fargli il favore di consegnare un pacco per suo conto. Amir accetta, ma non fa in tempo a effettuare la commissione che viene arrestato e accusato di contrabbando e di commercio illegale di oppio.
Tati, non vedendolo ritornare, si preoccupa molto, dato che lo aveva visto per l'ultima volta con Miss Omi e quindi teme che sia fuggito insieme a lei, abbandonandola per sempre. Con il cuore spezzato, intende tornare a Cigading: accompagnata da sua zia, va a trovare il suo capo, Abdul Sidik, per licenziarsi. Nel tragitto, le due passano inconsapevolmente accanto a Pardi, che è proprio il medico di Sidik. Egli le riconosce e, preso dall'entusiasmo, prega il suo illustre paziente di prendere Tati come sua figlia e di educarla. Ella si rivela una studentessa volenterosa, raggiungendo presto il livello d'istruzione di una donna benestante.
Dopo essere stato trattenuto per diciotto mesi senza processo, Amir viene rilasciato. Non riuscendo a trovare Tati comincia a vagare per le strade di Batavia. Si imbatte però in Omi, che tenta nuovamente di convincerlo a suonare per il suo gruppo musicale. Questa volta, disperato, accetta, iniziando una carriera che lo condurrà rapidamente al successo. Tati e Abdul Sidik riescono a prendere i biglietti per un suo concerto, che però scoprono essere stato annullato in seguito a un incidente d'auto che ha visto coinvolto Amir. Questi, nell'ospedale dove viene curato da Pardi, rivela a Tati la verità dietro la sua lunga sparizione e, in punto di morte, chiede al medico di prendersi cura di lei. I due convolano infine a nozze.

## Produzione
Asmara Moerni venne prodotta da Ang Hock Liem e diretta da Rd Ariffien; costui era un ex giornalista sostenitore del Risveglio nazionale indonesiano e del movimento operaio, passato al teatro e poi acquisito dalla Union Films nel 1940, grazie alla quale aveva esordito dietro alla macchina da presa con la pellicola d'azione Harta Berdarah. La sceneggiatura venne scritta da Saeroen (da un soggetto suo e del regista), anche lui proveniente dal mondo dell'editoria e che era stato assunto dallo studio grazie al successo commerciale ottenuto dai suoi lungometraggi, partendo da Terang Boelan di Albert Balink (1937) fino ai lavori della Tan's Film.
Questa pellicola in bianco e nero registrò la prima e unica prova attoriale sia per Adnan Kapau Gani sia per Joesoef, mentre Djoewariah era già comparsa in Bajar dengan Djiwa, dell'anno prima. All'epoca, in Indonesia, il mondo del cinema stava tentando di andare incontro alle esigenze e al gusto del ceto intellettuale locale: esso rappresentava una realtà sociale importante, in ascesa, ed era il frutto del sistema educativo che gli istituti scolastici gestiti direttamente dal governo coloniale olandese applicavano sugli studenti indigeni; per questo motivo, chi era dotato di una certa istruzione guardava con generale pregiudizio i film che venivano prodotti nella colonia, giudicandoli molto inferiori qualitativamente rispetto alle produzioni di Hollywood. Ciò era in parte dato dal fatto che la maggior parte degli addetti ai lavori, dagli attori alla troupe, erano di estrazione teatrale (come già era accaduto per Roekiah, Kartolo, Fifi Young, Astaman, Andjar e Ratna Asmara); Ariffien, deciso a conferire alla sua opera una maggiore dignità agli occhi degli spettatori più colti, decise di far entrare nel cast Gani, all'epoca davvero un medico e importante attivista politico. Sebbene alcuni nazionalisti considerassero la mossa come un tradimento del movimento per l'indipendenza indonesiana, Gani la reputò al contrario necessaria, al fine di dare possibilità al pubblico di avere un'opinione più alta sulle produzioni cinematografiche nazionali.

## Distribuzione
Il lungometraggio, presentato come un prodotto adatto per tutte le età, ebbe la sua première all'Orion Theatre di Batavia il 29 aprile 1941; il pubblico era principalmente composto da nativi e cinesi etnici. La pubblicità puntò soprattutto sull'elevato livello d'istruzione di Gani, sull'estrazione alto-borghese di Joesoef e sulla qualità tecnica, che rendeva l'opera un punto di rottura degli standard convenzionali teatrali, quali la musica di sottofondo eseguita durante la proiezione o la recitazione enfatica e caricata, onnipresenti nelle opere cinematografica di quei tempi. Ad agosto fu proiettato a Singapore, quindi negli Stabilimenti dello Stretto, e presentato come un «dramma moderno malese». Una trasposizione letteraria fu pubblicata più tardi sempre in quell'anno da Kolff-Buning di Yogyakarta.

## Accoglienza
Il successo commerciale di Asmara Moerni si rivelò grande, ma l'accoglienza della critica fu abbastanza mista: un critico anonimo del Bataviaasch Nieuwsblad definì il film «affascinante» e ben recitato, mentre un altro recensore della stessa testata, sebbene lo considerasse comunque superiore ad altre pellicole contemporanee come Pantjawarna di Njoo Cheong Senge o Sorga Ka Toedjoe di Joshua e Othniel Wong, affermò che avrebbe dovuto portare avanti la sua pretesa di abbandonare le convenzioni teatrali «con un pizzico di sale» in più. Un giornalista del Soerabaijasch Handelsblad lo trovò ricco di dramma e di «motif occidentali, interpretati in un ambiente nativo, con una situazione specificamente sundanese».

## Conservazione
Dopo Asmara Moerni, la Union Films realizzò altri tre film; soltanto Wanita dan Satria (uscito nelle sale alcuni mesi più tardi) venne diretto da Rd Ariffien e sceneggiato da Saeroen, poiché i due avrebbero lasciato lo casa di produzione per la concorrente Star Film subito dopo la fine delle riprese. Gani non recitò mai più, avendo definitivamente ottenuto l'abilitazione a esercitare la professione medica e preferendo comunque occuparsi del movimento nazionalistico incarnato dalla Federazione politica indonesiana, fondata da Sukarno poco tempo prima. Inoltre, durante la guerra d'indipendenza indonesiana (1945-1949) fu un noto contrabbandiere e, in seguito alla proclamazione dell'indipendenza, ministro del governo, ottenendo risultati nel campo della politica estera che lo avrebbero fatto diventare, nel novembre 2007, eroe nazionale dell'Indonesia. Djoewariah continuò invece a recitare fino alla metà degli anni cinquanta, virando lentamente verso la carriera teatrale dopo che quella cinematografica la vedeva sempre di più in ruoli minori.
Si ritiene che il lungometraggio sia perduto, dato che tutti i film dell'epoca erano stati girati su pellicole di nitrato di cellulosa infiammabili, che vennero deliberatamente eliminate dagli studi dopo che un incendio distrusse buona parte del magazzino della Produksi Film Negara, tra il 1952 e il 1953. Di fatto l'antropologo visuale statunitense Karl G. Heider suggerì che ogni opera cinematografica indonesiana realizzata prima degli anni cinquanta sia ormai da considerarsi irrecuperabile. Tuttavia, lo storico del cinema JB Kristanto, nel suo Katalog Film Indonesia 1926-1995, riporta che diverse opere sopravvissero negli archivi della Sinematek Indonesia e il collega Misbach Yusa Biran aggiunge, scrivendo nel suo saggio Sejarah Film 1900–1950: Bikin Film di Jawa del 2009, che a salvarsi furono numerosi film di propaganda giapponesi, sfuggiti al Servizio informazioni del governo olandese.